# Mistrzostwa Świata w Biegu na Orientację 2006

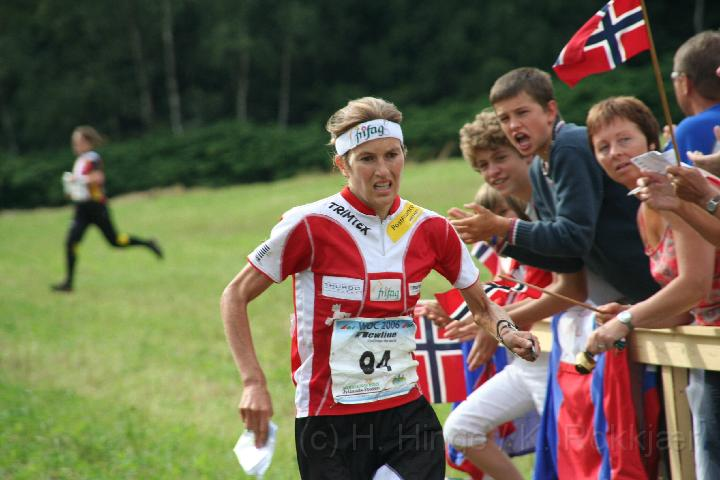
Szwajcarka Simone Niggli-Luder dobiegająca do mety długiego dystansu na pierwszym miejscu.

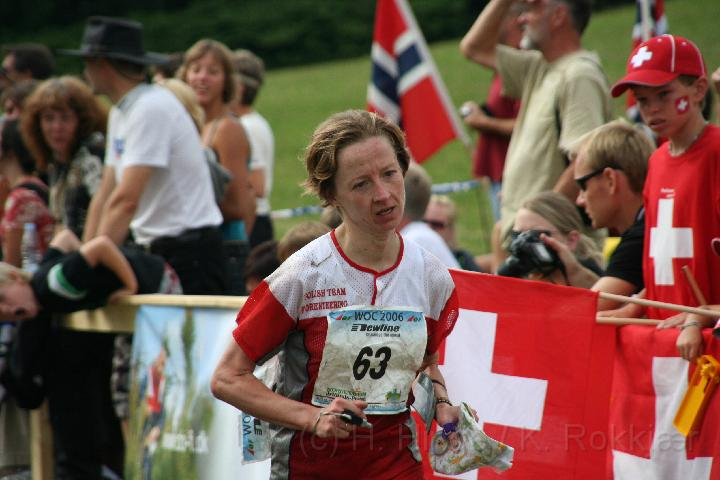
Polka Monika Depta dobiegająca do mety długiego dystansu.

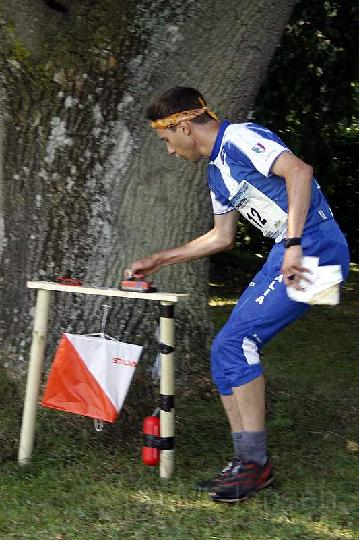
Włoch Marco Seppi potwierdzający punkt kontrolny w finale sprintu.

Mistrzostwa Świata w Biegu na Orientację 2006 – rozgrywane były w dniach 29 lipca-5 sierpnia 2006 roku w Aarhus, Dania. W zawodach udział wzięli zawodnicy i zawodniczki z 40 krajów.

## Program zawodów
| Dzień      | Konkurencja                   |
| ---------- | ----------------------------- |
| 29 lipca   | kwalifikacje – średni dystans |
| 30 lipca   | kwalifikacje – długi dystans  |
| 1 sierpnia | kwalifikacje – sprint         |
| 1 sierpnia | finał – sprint                |
| 2 sierpnia | finał – długi dystans         |
| 4 sierpnia | finał – średni dystans        |
| 5 sierpnia | sztafety                      |

## Wyniki

### Kobiety
| Sprint                                                              | Sprint     | Sprint              | Sprint  |
| ------------------------------------------------------------------- | ---------- | ------------------- | ------- |
| Parametry trasy: 2,7 km, 15 punktów kontrolnych, 30 m przewyższenia |            |                     |         |
| Miejsce                                                             | Kraj       | Imię i nazwisko     | Czas    |
| 1                                                                   | Australia  | Hanny Allston       | 13:13,3 |
| 2                                                                   | Szwajcaria | Simone Niggli-Luder | 13:19,1 |
| 3                                                                   | Szwecja    | Kajsa Nilsson       | 13:24,3 |

| Długi dystans                                                      | Długi dystans | Długi dystans       | Długi dystans |
| ------------------------------------------------------------------ | ------------- | ------------------- | ------------- |
| Parametry trasy: 11,7 km, 24 punkty kontrolne, 595 m przewyższenia |               |                     |               |
| Miejsce                                                            | Kraj          | Imię i nazwisko     | Czas          |
| 1                                                                  | Szwajcaria    | Simone Niggli-Luder | 1:19:50,4     |
| 2                                                                  | Norwegia      | Marianne Andersen   | 1:20:16,1     |
| 3                                                                  | Czechy        | Dana Brozková       | 1:22:42,4     |

| Średni dystans                                                    | Średni dystans | Średni dystans      | Średni dystans |
| ----------------------------------------------------------------- | -------------- | ------------------- | -------------- |
| Parametry trasy: 5,2 km, 22 punkty kontrolne, 200 m przewyższenia |                |                     |                |
| Miejsce                                                           | Kraj           | Imię i nazwisko     | Czas           |
| 1                                                                 | Szwajcaria     | Simone Niggli-Luder | 33:58,1        |
| 2                                                                 | Norwegia       | Marianne Andersen   | 34:20,5        |
| 3                                                                 | Rosja          | Tanja Riabkina      | 36:13,9        |

| Sztafety                                                                       | Sztafety   | Sztafety                                                                  | Sztafety |
| ------------------------------------------------------------------------------ | ---------- | ------------------------------------------------------------------------- | -------- |
| Parametry tras: 5,1–6,9 km, 14–19 punktów kontrolnych, 305–410 m przewyższenia |            |                                                                           |          |
| Miejsce                                                                        | Kraj       | Imię i nazwisko                                                           | Czas     |
| 1                                                                              | Finlandia  | Paula Haapakoski 37:35 Heli Jukkola 51:39 Minna Kauppi 51:50              | 2:21:05  |
| 2                                                                              | Szwecja    | Jenny Johansson 37:31 Kajsa Nilsson 49:08 Karolina A. Höjsgaard 55:37     | 2:22:16  |
| 3                                                                              | Szwajcaria | Martina Fritschy 37:47 Vroni Koenig-Salmi 52:10 Simone Niggli-Luder 52:57 | 2:22:55  |

### Mężczyźni
| Sprint                                                              | Sprint     | Sprint          | Sprint  |
| ------------------------------------------------------------------- | ---------- | --------------- | ------- |
| Parametry trasy: 3,1 km, 21 punktów kontrolnych, 42 m przewyższenia |            |                 |         |
| Miejsce                                                             | Kraj       | Imię i nazwisko | Czas    |
| 1                                                                   | Szwecja    | Emil Wingstedt  | 13:35,2 |
| 2                                                                   | Szwajcaria | Daniel Hubmann  | 13:36,2 |
| 3                                                                   | Dania      | Claus Bloch     | 13:37,0 |

| Długi dystans                                                      | Długi dystans | Długi dystans   | Długi dystans |
| ------------------------------------------------------------------ | ------------- | --------------- | ------------- |
| Parametry trasy: 17,5 km, 32 punkty kontrolne, 880 m przewyższenia |               |                 |               |
| Miejsce                                                            | Kraj          | Imię i nazwisko | Czas          |
| 1                                                                  | Finlandia     | Jani Lakanen    | 1:45:01,0     |
| 2                                                                  | Szwajcaria    | Marc Lauenstein | 1:46:10,5     |
| 3                                                                  | Rosja         | Andrey Khramov  | 1:46:41,2     |

| Średni dystans                                                    | Średni dystans  | Średni dystans       | Średni dystans |
| ----------------------------------------------------------------- | --------------- | -------------------- | -------------- |
| Parametry trasy: 6,3 km, 23 punkty kontrolne, 240 m przewyższenia |                 |                      |                |
| Miejsce                                                           | Kraj            | Imię i nazwisko      | Czas           |
| 1                                                                 | Norwegia        | Holger Hott Johansen | 35:49,4        |
| 2                                                                 | Finlandia       | Jarkko Huovila       | 35:58,3        |
| 3                                                                 | Wielka Brytania | Jamie Stevenson      | 36:00,0        |

| Sztafety                                                                    | Sztafety  | Sztafety                                                          | Sztafety |
| --------------------------------------------------------------------------- | --------- | ----------------------------------------------------------------- | -------- |
| Parametry tras: 6,8–8,0 km, 20–22 punkty kontrolne, 405–470 m przewyższenia |           |                                                                   |          |
| Miejsce                                                                     | Kraj      | Imię i nazwisko                                                   | Czas     |
| 1                                                                           | Rosja     | Roman Efimov 41:12 Andrey Khramov 45:34 Valentin Novikov 44:54    | 2:11:41  |
| 2                                                                           | Finlandia | Mats Haldin 40:44 Jarkko Huovila 47:51 Jani Lakanen 47:08         | 2:15:44  |
| 3                                                                           | Szwecja   | Niclas Jonasson 40:09 Emil Wingstedt 49:25 Mattias Karlsson 48:47 | 2:18:22  |

## Klasyfikacja medalowa
| Miejsce | Państwo         | Złote | Srebrne | Brązowe | Suma |
| ------- | --------------- | ----- | ------- | ------- | ---- |
| 1       | Szwajcaria      | 2     | 3       | 1       | 6    |
| 2       | Finlandia       | 2     | 2       | –       | 4    |
| 3       | Norwegia        | 1     | 2       | –       | 3    |
| 4       | Szwecja         | 1     | 1       | 2       | 4    |
| 5       | Rosja           | 1     | –       | 2       | 3    |
| 6       | Australia       | 1     | –       | –       | 1    |
| 7       | Dania           | –     | –       | 1       | 1    |
|         | Wielka Brytania | –     | –       | 1       | 1    |
|         | Czechy          | –     | –       | 1       | 1    |